# Skoki do wody na Letnich Igrzyskach Olimpijskich 1956
Wyniki zawodów w skokach do wody, które zostały rozegrane podczas Letnich Igrzysk Olimpijskich 1956 w Melbourne. Rywalizacja odbywała się w dniach 30 listopada – 7 grudnia. Wzięło w niej udział 59 skoczków, w tym 27 kobiet i 33 mężczyzn z 16 krajów.

## Medaliści

### Mężczyźni
| Konkurencja    | Złoto           | Wynik  | Srebro        | Wynik  | Brąz            | Wynik  |
| Trampolina 3 m | Bob Clotworthy  | 159,56 | Donald Harper | 156,23 | Joaquín Capilla | 150,69 |
| Wieża 10 m     | Joaquín Capilla | 152,44 | Gary Tobian   | 152,41 | Richard Connor  | 149,79 |

### Kobiety
| Konkurencja    | Złoto         | Wynik  | Srebro        | Wynik  | Brąz                  | Wynik  |
| Trampolina 3 m | Pat McCormick | 142,36 | Jeanne Stunyo | 125,89 | Irene MacDonald       | 121,40 |
| Wieża 10 m     | Pat McCormick | 84,85  | Juno Irwin    | 81,64  | Paula Jean Myers-Pope | 81,58  |

## Klasyfikacja medalowa zawodów
| Lp. | Reprezentacja     |   |   |   | Razem |
| --- | ----------------- | - | - | - | ----- |
| 1.  | Stany Zjednoczone | 3 | 4 | 2 | 9     |
| 2.  | Meksyk            | 1 | 0 | 1 | 2     |
| 3.  | Kanada            | 0 | 0 | 1 | 1     |